# Sorceress
| Совокупная оценка | Совокупная оценка |
| Источник          | Оценка            |
| ----------------- | ----------------- |
| Metacritic        | 81/100            |
| Оценки критиков   |                   |
| Источник          | Оценка            |
| AllMusic          | [ 8 ]             |
| Blabbermouth      | [ 9 ]             |
| BW&BK             | [ 10 ]            |
| Exclaim!          | [ 11 ]            |
| The Guardian      | [ 12 ]            |
| Metal Injection   | [ 13 ]            |
| Metal Hammer      | [ 14 ]            |
| Pitchfork         | [ 15 ]            |
| Popmatters        | [ 16 ]            |
| Sputnikmusic      | [ 17 ]            |

Sorceress — двенадцатый студийный альбом шведской группы Opeth, выпущенный 30 сентября 2016 года на лейбле Nuclear Blast и собственном импринте группы Moderbolaget. Альбом был спродюсирован и сведен Томом Далдгети и записан на Rockfield Studios в Уэльсе. После выпуска альбома группа отправилась в мировое турне с группами The Sword, Sahg и Myrkur на разогреве. Тематически альбом черпает вдохновение из личной жизни Окерфельдта, ккоторый развелся в 2016 году. Альбом получил положительные отзывы музыкальных критиков.

## Список композиций
Слова и музыка всех песен — Микаэль Окерфельдт, за исключением «Strange Brew», написанной Окерфельдтом и Фредриком Окессоном.
| №                   | Название                     | Длительность |
| ------------------- | ---------------------------- | ------------ |
| 1.                  | «Persephone»                 | 1:51         |
| 2.                  | «Sorceress»                  | 5:49         |
| 3.                  | «The Wilde Flowers»          | 6:49         |
| 4.                  | «Will o the Wisp»            | 5:07         |
| 5.                  | «Chrysalis»                  | 7:16         |
| 6.                  | «Sorceress 2»                | 3:49         |
| 7.                  | «The Seventh Sojourn»        | 5:29         |
| 8.                  | «Strange Brew»               | 8:44         |
| 9.                  | «A Fleeting Glance»          | 5:06         |
| 10.                 | «Era»                        | 5:41         |
| 11.                 | «Persephone (Slight Return)» | 0:54         |
| Общая длительность: | Общая длительность:          | 56:35        |

| №                   | Название                                | Длительность |
| ------------------- | --------------------------------------- | ------------ |
| 1.                  | «The Ward»                              | 3:13         |
| 2.                  | «Spring MCMLXXIV»                       | 6:11         |
| 3.                  | «Cusp of Eternity» (концертная запись)  | 5:44         |
| 4.                  | «The Drapery Falls» (концертная запись) | 10:23        |
| 5.                  | «Voice of Treason» (концертная запись)  | 8:10         |
| Общая длительность: | Общая длительность:                     | 33:41        |

## Участники записи
Opeth
- Микаэль Окерфельдт — ведущий вокал, электро- и акустическая гитара, продюсирование
- Фредрик Окессон — электро- и акустическая гитара, бэк-вокал
- Мартин Мендес — бас-гитара
- Йоаким Свалберг — орган Хаммонда (Hammond C3 Organ), меллотрон, родес-пиано (Fender Rhodes 88), клавесин, фортепиано, Moog, перкуссия, бэк-вокал
- Мартин Аксенрот — ударные, перкуссия

Производственный персонал
- Уил Мэлоун — струнные аранжировки
- Том Далгети — продюсирование, сведение, звукоинженер
- Джон Дэвис — мастеринг
- Трэвис Смит — обложка

## Чарты
| Чарт (2016)                         | Высшая позиция |
| ----------------------------------- | -------------- |
| Австралия (ARIA)                    | 7              |
| Австрия (Ö3 Austria)                | 10             |
| Бельгия/Фландрия (Ultratop)         | 16             |
| Бельгия/Валлония (Ultratop)         | 20             |
| Канада (Canadian Albums Chart)      | 13             |
| Нидерланды (Album Top 100)          | 11             |
| Финляндия (Suomen virallinen lista) | 3              |
| Франция (SNEP)                      | 29             |
| Германия (Offizielle Top 100)       | 1              |
| Венгрия (MAHASZ)                    | 18             |
| Италия (Classifica album)           | 12             |
| Новая Зеландия (RMNZ)               | 28             |
| Норвегия (VG-lista)                 | 8              |
| Польша (ZPAV)                       | 17             |
| Португалия (AFP)                    | 20             |
| Шотландия (Scottish Albums Chart)   | 10             |
| Испания (PROMUSICAE)                | 31             |
| Швеция (Sverigetopplistan)          | 7              |
| Швейцария (Schweizer Hitparade)     | 6              |
| Великобритания (UK Albums Chart)    | 11             |
| США (Billboard 200)                 | 24             |